# МСС: Маси, стълби и столове (2014)
МСС: Маси, стълби и столове (2014) (също така наречено МСС: Маси, стълби, столове и стъпала) е турнир на Световната федерация по кеч.
Турнирът е pay-per-view и ще се провежда на 14 декември 2014 г. на „Quicken Loans Arena“.

## Фон
Включва професионални кеч мачове, включващи различни кечисти от предварително съществуващи сценарист вражди, и сюжетни линии, които играят върху първични телевизионни програми на RAW и SmackDown. Кечистите ще представят герои или злодеи, тъй като те следват поредица от събития, които изграждат напрежение, и завършва с мач по борба или серия от мачове.
На 24 ноември издание на Първична сила, Даниел Брайън се завърна като управите и гост и сложи бившия директор на операциите Кейн, отговарящ за хранителни отстъпки. Райбак нападна Кейн след това Кейн хвърли хотдог в Райбак. На 28 ноември издание на Разбиване, Кейн нападна Райбак по време на мача му срещу Сет Ролинс и нападна Райбак със стоманен стол след мача. По-късно през нощта, Даниел Брайън (който е и управител и гост тази вечер) обяви, че Райбак ще се изправи срещу Кейн в мач със Столове на турнира ТLC: Маси, Стълби и Столове (2014).
От изданието 1 декември на Първична сила, Сет Ролинс опитал да убеди Джон Сина да върне Началниците отново в сила, но те бяха прекъснати от Анонимния главен мениджър на Първична сила, който обяви, че Сина и Ролинс ще се изправят един срещу друг в мач с Маси на МСС и добави, че ако Сина губи, той вече няма да е на #1 претедент за Световната титла в тежка категория на Федерацията.

## Резултати
| #                                                                                       | Мач                                                                                   | Правила | Време |
| --------------------------------------------------------------------------------------- | ------------------------------------------------------------------------------------- | --- | ----- |
| 1P                                                                                      | Нов Ден (Големия И и Кофи Кингстън) победиха Златен прах и Звезден прах               | Отборен мач | 11:56 |
| 2                                                                                       | Долф Зиглър победи Люк Харпър (ш)                                                     | Мач със Стълби за Интерконтиненталната титла                                                                    | 16:42 |
| 3                                                                                       | Братята Усо (Джими и Джей Усо) победиха Миз и Деймиън Миздоу (ш) чрез дискфалификация | Отборен мач за Отборните титли на федерацията                                                                   | 07:22 |
| 4                                                                                       | Грамадата победи Ерик Роуън                                                           | Мач със Стъпала                                                                                                 | 11:14 |
| 5                                                                                       | Джон Сина победи Сет Ролинс (с Джейми Нобъл и Джое Меркъри)                           | Мач с Маси; Ако Сина губи, той вече няма да е #1 претедент за Световната титла в тежка категория на Федерацията | 23:34 |
| 6                                                                                       | Ники Бела (ш) (с Бри Бела победи Ей Джей Лий                                          | Сингъл мач за Титлата при дивите                                                                                | 07:38 |
| 7                                                                                       | Райбак победи Кейн                                                                    | Мач със Столове                                                                                                 | 09:50 |
| 8                                                                                       | Русев (ш) (с Лана) победи Джак Фукльото чрез предаване                                | Сингъл мач за Титлата на Съединените щати                                                                       | 04:50 |
| 9                                                                                       | Брей Уайът победи Дийн Амброус                                                        | Мач с Маси, Стълби и Столове                                                                                    | 26:58 |
| - (ш) – указва шампиона/шампионите в мача - P – показва, че мача е преди шоуто/Pre Show |                                                                                       | |       |